# Флотар
Флотар[джерело?] — натуральна шкіра з природною лицевою поверхнею, підвищеної пружності, з розбивкою в барабані, тиснена спеціальною плитою з ефектом декоративної стяжки лицевої поверхні.

## Отримання флотару
Виробники отримують шкіру флотар, використовуючи 2 способи:
- Барабанне обробляння

Шкіру з ідеальною поверхнею поміщають в спеціальні барабани, де при помірних оборотах на лицьовій поверхні шкіри утворюється пом'ятий малюнок з різними розмірами вічок. При барабанній обробці шкіра стає дуже м'якою і піддатливою. Навіть найгрубіші шкури пом'якшують таким способом, надаючи шкірі ефект флотар. Шкури після барабанної обробки називають натуральним флотаром. Це більш щадний спосіб нанесення малюнка, при якому шкіра не втрачає своїх властивостей.
- Тиснення під гнітом

Флотар під гнітом застосовують для шкур, на лицевій стороні яких є певні недоліки. Полотно поміщають під спеціальний прес з унікальним малюнком. Під час тиснення малюнок з преса переходить на лицеву сторону шкури. Флотар, видобутий механічним шляхом легко розпізнати, тому що малюнок тиснення шкіри буде повторюватися на ділянках вироби.
У виробах більше цінується натуральний флотар, ніж отриманий механічним тисненням. Натуральний флотар коштує дорожче, але речі з нього більш ефектні і виглядають дійсно багато.

## Зовнішній вигляд
У готової вичиненої шкіри або уже як готовий виріб, поверхня шкіри має вигляд дрібних «пухирців», що надає виробу цікавого вигляду та сприяє найкращій кольоропередачі.

## Властивості
1. Шкіра м'яка. Залежно від обробки шкіру можна використовувати для пошиття жіночої сумки, верхнього одягу, взуття чи гаманця.
2. Прекрасно забарвлюється. Навіть з осередками шкіра відмінно піддається фарбуванню, барвники глибоко проникають в пори і дають насичений стійкий відтінок.
3. «Дихаюча» поверхня. Після обробки шкіра не втрачає своїх дихаючих властивостей.
4. Міцність і пружність. Структура шкіри після обробки не змінюється, матеріал не втрачає своєї міцності і пружності.
Переважно використовується для виготовлення зовнішньої поверхні взуття, галантерейних виробів, сумок, та «байкерських» курток.